# هیلاری بل (شناگر)
هیلاری بل (به انگلیسی: Hilary Bell) (زادهٔ ۱۹ ژوئن ۱۹۹۱) شناگر اهل کانادا است.